# Bleiken-Kapelle

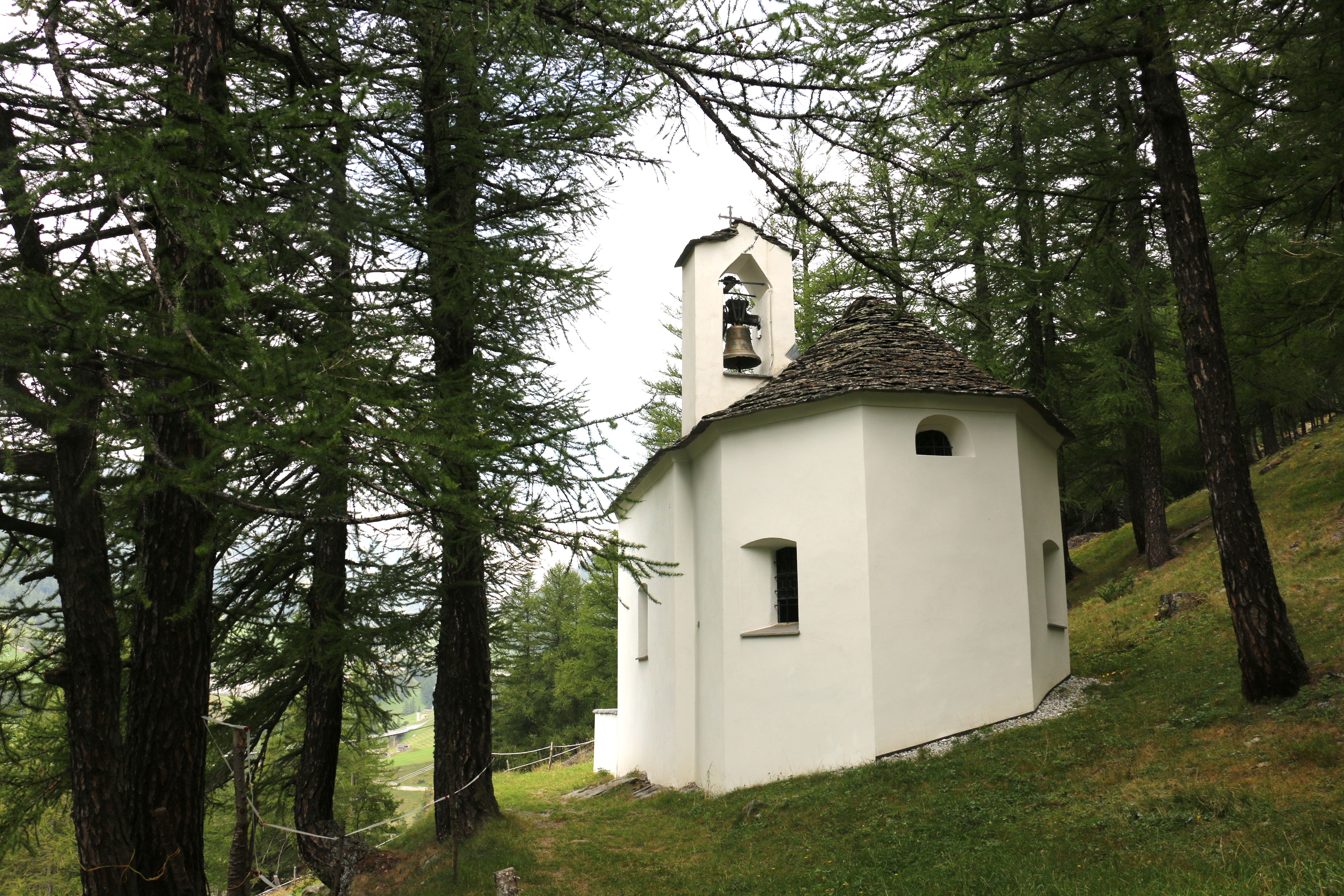
Bleiken Kapelle Ostseite

Die Bleiken-Kapelle bei Simplon wurde im Jahre 1717 von Pfarrer Johann Peter Tscherrig gebaut. Johann Peter Tscherrig war in Simplon Pfarrer von 1715 bis 1725. Das Baudatum ist im Türsturz der Kapelle eingemeisselt.

## Geschichte
Der Ursprung der Kapelle geht auf eine Sage zurück, wonach in einem Gefecht den Kriegern Maria mit dem Jesuskind erschienen sei. Darob erschraken die Feinde und flüchteten. Als man in Erinnerung an dieses Ereignis in der Nähe des Schlachtfeldes eine Kapelle bauen wollte, wurden die Werkzeuge der Bauarbeiter jede Nacht von unsichtbarer Hand an einen höher gelegenen Ort gebracht; und an dieser Stelle steht die Kapelle heute. Im Turm der Kapelle ist eine Glocke angebracht. Das Läuten der Glocke kann im 1,5 km entfernten Dorf gehört werden.
Die Muttergotteskapelle Bleiken, auch Marienkapelle uf dä Bleiku genannt, gehört zusammen mit der Eggen-Kapelle zu Ehren des heiligen Johannes des Täufers und der Muttergotteskapelle im Gabi zur Pfarrei St. Gotthard von Simplon-Dorf. In den Sommermonaten wird in der Bleiken-Kapelle wöchentlich, normalerweise montags, eine Messe gehalten. Am 8. September wird mit einer Messe in der Kapelle das Fest Mariä Geburt gefeiert.

## Erreichbarkeit und Kreuzweg
Die Bleiken-Kapelle liegt auf 1450 m ü. M. Zu Fuss erreicht man sie von Simplon-Dorf her kommend in etwa 40 Minuten. Der Weg führt entlang der Rosenkranzstationen, die von Pfarrer Josef Sarbach initiiert und von Bildhauer Hans Loretan aus Brig-Glis 2002 geschaffen wurden.
Vom Standort der Bleiken-Kapelle hat man eine herrliche Aussicht ins Laggintal, Richtung Lagginhorn auf das Weissmies und auf das Fletschhorn. In einem 20-minütigen, talwärts führenden Marsch erreicht man am Eingang zur Gondoschlucht den Weiler Gabi.

## Renovation

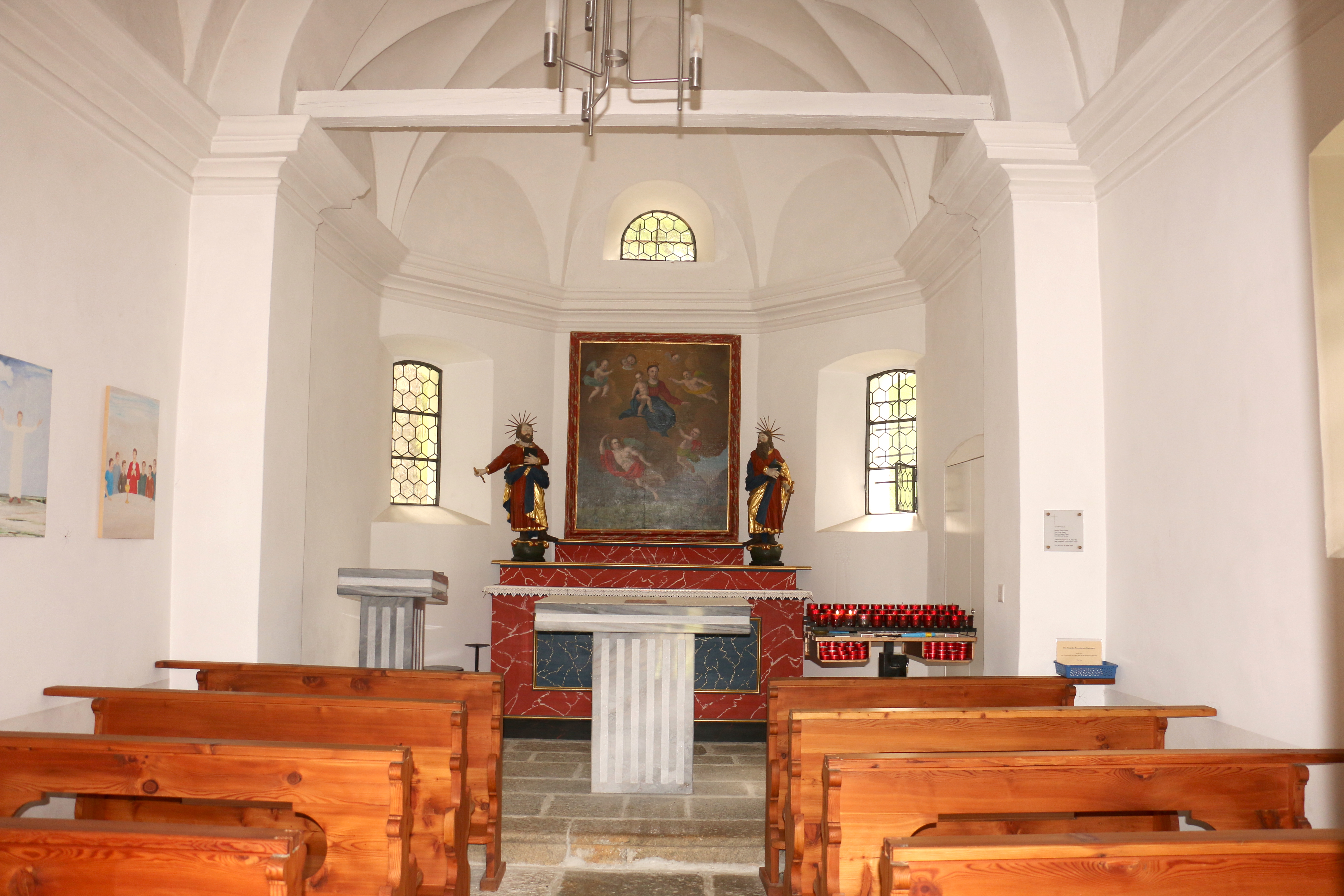
Innenraum der Bleiken Kapelle

Im Sommer 2008 wurde die Bleiken-Kapelle renoviert und am 22. Juni desselben Jahres von Bischof Norbert Brunner eingesegnet. Im Rahmen der Feier wurde in der Kapelle eine Tafel mit den Namen der vier Mineure, die 1955 in einem nahen Stollen ums Leben kamen, angebracht. Eine Tafel beim Eingang zur Kapelle beschreibt, dass die Kapelle unter kommunalem Denkmalschutz steht. Seit der Renovation kann die Kapelle in der Nacht mit Scheinwerfern beleuchtet werden.